# Washington megye (Maryland)
Washington megye az Amerikai Egyesült Államokban, azon belül Maryland államban található. Megyeszékhelye és legnagyobb városa Hagerstown. Lakosainak száma 154 705 fő (2020. április 1.). Washington megye Fulton, Allegany, Morgan, Berkeley, Jefferson, Loudoun, Frederick és Franklin megyékkel határos.

## Népesség
A megye népességének változása:
| Lakosok száma | 147 743 | 148 803 | 149 087 | 149 588 | 149 585 | 154 705 |
|               | 2010    | 2011    | 2012    | 2013    | 2015    | 2020    |